# Oblatas de Cristo Sacerdote
A Congregação das Irmãs Oblatas de Cristo Sacerdote é uma Congregação religiosa feminina católica de vida contemplativa, de direito pontifício, fundada pelo Bispo espanhol José María García Lahiguera e María del Carmen Hidalgo de Caviedes y Gómez, em 25 de abril de 1938, em plena Guerra Civil Espanhola, em Madrid. As freiras desta congregação são conhecidas como Oblatas de Cristo Sacerdote e adiam a sigla: O.C.S..

## História
A Congregação foi fundada em 25 de abril de 1938, depois de alguns exercícios espirituais ministrados por José María García Lahiguera, dos quais participou María del Carmen Hidalgo. Durante estes Exercícios, cada um descobriu no outro o mesmo ideal de zelar pela santidade sacerdotal. Isso os levou a se comprometerem a fundar uma Congregação contemplativa cujo objetivo principal seria orar pela santidade dos padres e seminaristas.
Terminada a guerra (24 de maio de 1939), Mª Carmen, junto com sua irmã Lucía María e outras jovens, formaram uma pequena comunidade que inicialmente se instalou em Getafe. Após várias mudanças de endereço, no dia 11 de outubro de 1945, chegaram à atual Casa-Mãe da Congregação, que se encontra na rua Arturo Soria, em Madrid.

### Cronologia
- 25 de abril de 1938: Nascimento da Congregação
- 24 de maio de 1939: Início da vida em comunidade
- 31 de agosto de 1940: Prêmio de Stmo. pela Santa Sé
- 12 de setembro de 1944: Decreto de Pía Unión
- 24 de setembro de 1944: Início do Noviciado
- 11 de outubro de 1945: Inauguração da Congregação Casa-Mãe
- 11 de outubro de 1949: I Fundação: Salamanca
- 25 de abril de 1950: Data Nihil Obstat
- 13 de maio de 1950: data em que Nihil Obstat é conhecido
- 31 de maio de 1950: Ereção em uma Congregação Diocesana
- 16 de junho de 1950: Profissão Canônica
- 29 de junho de 1950: Prof. Canônica I Conselho Geral
- 11 de outubro de 1956: II Fundação: Zaragoza
- 2 de fevereiro de 1962: III Fundação: Huelva
- 15 de agosto de 1965: IV Fundação: Tudela
- 24 de janeiro de 1967: Congregação Decretum laudis Direito Pontifício.
- 24 de outubro de 1968: I Cap. Gral. Ordinário e especial
- 2 de fevereiro de 1970 V Fundação: Moncada (Valência)
- 3 de março de 1971: Transferência para Javier de Fundación. Tudela
- 21 de dezembro de 1971: Aprovação dos Textos da Missa e Ofício de Cristo Sacerdote.
- 22 de agosto de 1973: Concessão do Festival Cristo Sacerdote à Espanha
- 21 de abril de 1980: Fundação VI: Oropesa (Toledo)
- 24 de janeiro de 1984: Aprovação final das Constituições
- 30 de junho de 1995: Inauguração do novo Mosteiro de Saragoça
- 2 de dezembro de 1995: Inauguração do Mosteiro Novo de Moncada
- 7 de maio de 1997: Aprovação de textos latinos em gregoriano do Ofício e Missa de Cristo Sacerdote e Vésperas. E do Calendário da Congregação.
- 3 de dezembro de 1997: Aprovação do Ritual da Congregação
- 7 de setembro de 2002: Transferência para Toledo de la Fund. Oropesa
- 22 de outubro de 2003: A Fundação Zaragoza é criada
- 8 de setembro de 2009: Inauguração do novo Mosteiro de Moyobamba (Peru)

## Carisma
Na vida contemplativa, a congregação das Irmãs Oblatas de Cristo Sacerdote tem o carisma específico de cooperar espiritualmente para a santificação dos sacerdotes e aspirantes ao sacerdócio, por meio da oração contínua seguindo as palavras de Jesus Cristo na Última Ceia: "Pai, eu oro por eles, e por eles me ofereço em oração para que sejam santificados na verdade." Este carisma foi aprovado pela Igreja Católica, recebendo o reconhecimento como congregação de direito pontifício em 24 de janeiro de 1967.

## Organização
A organização interna das Oblatas é de uma congregação e não de uma ordem monástica tradicional. Assim, os mosteiros não são autônomos, mas há apenas uma Madre Geral com seu conselho, apenas um noviciado e apenas um juniorado. Terminado o período de formação, as irmãs são transferidas para um ou outro mosteiro, conforme o caso. A Madre Geral e seu Conselho são eleitos no Capítulo Geral a cada 6 anos, enquanto as comunidades dos mosteiros são nomeadas pela Madre Geral e seu conselho a cada 3 anos.
Em 2011, a Congregação tinha cerca de 102 freiras e 6 mosteiros, dos quais cinco na Espanha e um no Peru:
- Mosteiro de Madrid (Casa Mãe e Noviciado): fundado em 11 de outubro de 1945
- Mosteiro de Salamanca: fundado em 11 de outubro de 1949
- Mosteiro de Huelva: fundado em 2 de fevereiro de 1962
- Mosteiro de Moncada: fundado em 2 de fevereiro de 1979
- Mosteiro de Toledo (Juniorato): fundado em 7 de setembro de 2002
- Mosteiro de Moyobamba (Peru): fundado em 8 de setembro de 2009

A casa mãe de Madrid é também a Cúria geral do instituto. A atual madre geral é a religiosa espanhola Teresa López Orozco.